# 2019 après la chute de New York
Pour plus de détails, voir Fiche technique et Distribution.
2019 après la chute de New York (titre original : 2019 - Dopo la caduta di New York) est un film franco-italien réalisé par Sergio Martino (sous le pseudonyme de Martin Dolman), sorti en 1983.

## Synopsis
Une société se scinde en deux groupes, après une guerre nucléaire. Euraks et Federation sont nées. La Federation emploie un mercenaire pour infiltrer la ville de New York qui est dirigée par la Euraks, afin de venir en aide à la dernière femme fertile de la Terre.

## Fiche technique
- Titre : 2019 après la chute de New York
- Titre original : 2019 - Dopo la caduta di New York
- Titre anglais : 2019: After the Fall of New York
- Réalisation : Sergio Martino (sous le nom de Martin Dolman)
- Scénario : Ernesto Gastaldi, Sergio Martino et Gabriel Rossini
- Production : Luciano Martino
- Sociétés de production : Les Films du Griffon, Medusa Produzione et Nuova Dania Cinematografica
- Musique : Guido De Angelis et Maurizio De Angelis
- Photographie : Giancarlo Ferrando
- Montage : Eugenio Alabiso
- Décors : Massimo Antonello Geleng
- Costumes : Adriana Spadaro
- Pays de production :  Italie,  France
- Format : Couleurs - 1,85:1 - Mono - 35 mm
- Genre : science-fiction
- Durée : 91 minutes
- Dates de sortie : 
  - Italie : 1983
  - France : 11 janvier 1984

## Distribution
- Michael Sopkiw (en) : Parsifal
- Valentine Monnier : Giara
- Anna Kanakis : Ania, une officier Eurak
- Romano Puppo : Ratchet
- Paolo Maria Scalondro (it) : Bronx
- Louis Ecclesia : Shorty
- Edmund Purdom : le président de la confédération pan-américaine
- Serge Feuillard : le commandant Eurak
- Al Yamanouchi : le roi des chasseurs de rats
- Jacques Stany : un officier Eurak
- Tony Askin : Aschi
- Franco Mazzieri : le commentateur de la course
- George Eastman : Big Ape